# C'è poesia
C'è poesia è un album di Loretta Goggi del 1986, pubblicato su etichetta Fonit Cetra.

## Descrizione
Dopo la grande consacrazione al Festival di Sanremo 1981 con Maledetta primavera e due album in studio con la WEA italiana, Il mio prossimo amore e Pieno d'amore, pubblicati rispettivamente nel 1981 e 1982, la Goggi si concentra maggiormente sulla sua attività televisiva, dapprima sulle reti televisive private e in seguito confermandosi al grande pubblico come uno dei personaggi femminili di punta della RAI. In questi anni conduce infatti sulla rete ammiraglia di stato programmi di successo quali il Loretta Goggi in quiz ed il Festival di Sanremo, stabilendo due primati: entrambi i programmi, un quiz e la kermesse canora, vedono il debutto di una donna alla conduzione.
Proprio per il Festival Loretta incide la sigla Io nascerò, scritta da Mango (quell'anno in gara al Festival con il brano Lei verrà), singolo che le varrà il suo quinto disco d'oro per il milione di copie vendute e che verrà incluso nell'album.
Grazie al suo passaggio in RAI la Goggi firma un contratto quinquennale con la casa discografica Fonit Cetra, all'epoca di proprietà della televisione di stato, per la realizzazione di cinque album, avvalendosi di Mario Lavezzi come nuovo produttore.
La tracklist è composta da sei brani inediti cantati dall'artista e sei cover in duetto con i cantautori-autori dei rispettivi pezzi: Mango, Zucchero, Enrico Ruggeri, Dario Baldan Bembo, Gianni Togni e Mario Lavezzi.
I brani inediti, Io nascerò, C'è poesia, Se io non ti avessi amato, Leggera confusione, Voci e Non la puoi chiamare vita, sono firmati da autori quali Mango, Alberto Salerno, Adelio Cogliati, Piero Cassano, Franco Fasano, Bruno Cavazzini, Francesco Massimiliani, Marco Canepa e Dario Baldan Bembo.
La copertina del disco è curata da Luciano Tallarini, che aveva inizialmente pensato a un taglio di capelli e ad un look decisamente maschili, idea poi bocciata dalla casa discografica. 

## Promozione e successo commerciale
L'album fu pubblicato subito dopo la conclusione del Festival e fu promosso durante il programma Il bello della diretta, in onda in prima serata su Rai Uno nel 1986 e condotto dalla stessa Goggi.
Dopo il successo di Io nascerò non venne estratto nessun singolo ulteriore, per dare maggiore spinta alle vendite dell'intero album.

## Edizioni
Dell'album esistono due edizioni, la prima stampata in LP e musicassetta su etichetta Fonit Cetra con numero di catalogo TLPX 153, e la seconda per la serie economica Pellicano con numero di catalogo PL a742, mantenendo lo stesso artwork. 
Nel 1989 l'album viene stampato per la prima volta su CD sempre dalla Fonit Cetra con numero di catalogo CDP 742, e nuovamente in CD nel 2008 per l'etichetta Rhino Records, in versione rimasterizzata.
Il 27 settembre 2024 l'album è stato ristampato in vinile cristallo a tiratura limitata contenente un leaflet con una citazione tratta dai testi dell'album scelta e scritta direttamente dalla cantante. Questa versione è entrata direttamente al sesto posto nella classifica dei vinili più venduti in Italia e al novantatreesimo di quella generale degli album più venduti.

## Tracce
Testi di Alberto Salerno, Mogol, Adelio Cogliati, Salvatore Fabrizio, Enrico Ruggeri, Francesco Massimiani, Guido Morra, musiche di Mango, Dario Baldan Bembo, Piero Cassano, Luigi Schiavone, Franco Fasano, Mario Lavezzi, Zucchero Fornaciari, Gianni Togni.
1. C'è poesia – 3:58 (testo: Alberto Salerno – musica: Mango)
2. Lei verrà – 3:57 (testo: Alberto Salerno – musica: Mango) – Cantata in duetto con Mango
3. Se io non ti avessi amato – 3:53 (testo: Adelio Cogliati – musica: Piero Cassano)
4. Signora – 3:38 (testo: Mogol – musica: Mario Lavezzi) – Cantata in duetto con Mario Lavezzi
5. Leggera confusione – 3:39 (testo: Adelio Cogliati – musica: Franco Fasano)
6. Un piccolo aiuto – 3:24 (testo: Alberto Salerno – musica: Zucchero Fornaciari) – Cantata in duetto con Zucchero Fornaciari
7. Voci – 4:19 (testo: Francesco Massimiani – musica: Marco Canepa, B. Cavazzini)
8. Non mi lasciare – 3:54 (testo: Popi – musica: Dario Baldan Bembo) – Cantata in duetto con Dario Baldan Bembo
9. Io nascerò – 3:52 (testo: Alberto Salerno – musica: Mango)
10. Poco più di niente – 3:46 (testo: Enrico Ruggeri – musica: Luigi Schiavone) – Cantata in duetto con Enrico Ruggeri
11. Non la puoi chiamare vita – 3:25 (testo: Alberto Salerno – musica: Dario Baldan Bembo)
12. Chissà se mi ritroverai – 3:19 (testo: Guido Morra – musica: Gianni Togni) – Cantata in duetto con Gianni Togni

## Formazione
- Loretta Goggi – voce
- Paolo Steffan – chitarra, programmazione, basso
- Daniele Di Gregorio – percussioni
- Sergio Farina – chitarra classica
- Ellade Bandini – batteria, batteria elettronica
- Carlo Gargioni – pianoforte
- Amedeo Bianchi – sax

## Curiosità
L'anno successivo fu fatta una cover ceca del brano Non la puoi chiamare vita chiamata Zas tu máme závěr léta, cantata dalla cantante Hana Zagorová.